# Sofala
Sofala fou una antiga ciutat de Moçambic. Actualment ha sorgit una nova ciutat que és coneguda com a Nova Sofala. Era a la riba del riu Sofala, a la moderna província de Sofala. El nom de Sofala deriva probablement de l'àrab "safala" (cosa baixa, en el sentit de terra baixa).
Testimonis arqueològics revelen que s'extreia l'or a la zona entre l'any 100 i el 300. Les troballes mostren un establiment àrab fundat a l'entorn de l'any 700 i s'ha pogut datar un establiment de comerç d'esclaus del 868/869; als àrabs van seguir els perses que navegaven per la costa d'Àfrica oriental després del 915 però no van ocupar Sofala fins vers una data posterior al 1100; primer els àrabs i després els perses foren capaços de comerciar amb l'or i altres productes que es produïen a Zimbàbue. Al-Masudi la situa a l'extrem del país dels zandj on toca al país Wakwak (nom probablement onomatopeic) i diu que els reis portaven el títol de wakaleme (singular mkaleme) però la paraula deriva de wafalme o mfalme que vol dir rei en suahili. Buzurg ibn Shariyar esmenta en la seva obra que un capità d'Oman havia estat portat dues vegades a la regió per turmentes, la primera el 922 i la segona pocs anys després, i descriu fauna identificable; el 945 els wakwaks van atacar Sofala i van destruir diverses viles de la regió. El 982 tres viles de la regió s'esmenten als Hudud al-alam: Maldjan, que podria ser una corrupció per Zanzíbar (que es dona en suahili), Sofala (seu d'un rei zandj) i Hwfi (no identificada). El 1030 al-Biruni fa referències als rinoceronts; llavors hi havia comerciants indis establerts a Sayuna, probablement la futura Sena dels portuguesos al Zambeze. El 1154 al-Idrisi parla de les mines de ferro i de l'or de Sofala i esmente dues viles: Djabasta i Daghuta (no identificades). Segons la Crònica de Quiloa (Kilwa) el comerç a Sofala fins al 1190 el van controlar mercaders de Mogadiscio, però que llavors un pescador de Kilwa va arribar casualment a Sofala i al retorn va informar del comerç al seu rei, que hi va enviar un governador; el fet és llegendari però el cert és que efectivament se suposa que Kilwa va enviar governadors a Sofala, si bé probablement al segle xiv. Al segle xiii Ibn Said al-Maghribi assegura que els noms dels pobles de Sofala no són coneguts excepte la capital Sayuna (identificada amb Sena al Zambeze o amb la Chaona del portuguès Barros que no obstant la situa entre Mombasa i Malindi). Altres autors esmenten detalls de la fauna, que en general són acceptats com a corresponents a espècies reals; però les referències geogràfiques no aporten novetats i mostren un baix coneixement. Ibn Battuta va visitar Kilwa el 1331 i esmenta que Sofala estava a un més de marxa des de "Yufi al país dels limis" que no ha estat identificada. Governava a Kilwa el sultà al-Hasan ibn Sulayman conegut com a Abu l-Mawahib (1310-1333); Ibn Battuta diu que els regals són objectes de marfil i que l'or no es veu per enlloc més que de manera excepcional (no obstant es coneixen 5 monedes d'or del sultà). Els autors repeteixen una vegada i una altra que Sofala estava al límit del país dels zandj i a la frontera amb el país dels wakwaks.
Ahmad ibn Madjid esmenta en un vers datats el 13 de setembre de 1462 que "naus dels francs anaven a les costes de Madagascar i dels Zandj i a l'Índia occidental"; podria tractar-se del viatge del Pseudo Brocardus (el propagandista de la croada Guillem Adam) a la primera meitat del segle xiv. El lloc de l'antic port està documentat des de finals del segle xv. El portuguès Pedro de Covilhã va visitar el port el 1489. Vasco de Gama hi va fer un reconeixement i el seu company Thomé Lopes, va deixar un relat sobre Sofala i la va identificar amb la bíblica Ofir, i els seus governants amb els descendents de la reina de Saba. Aquestes consideracions, recollides més tard per l'alemany Peters i altres, foren descartades pels erudits.
Portugal va enviar a Francisco d'Almeida a ocupar Kilwa i Sofala l'abril del 1505 i el novembre ja s'havien establert a la primera però les atrocitats que van cometre va acabar amb un atac a la fortalesa i les febres van reduir a la meitat el nombre de portuguesos i no es van recuperar fins a l'arribada de Nuño Vaz Pereira el desembre del 1506. A Sofala Pedro de Anaia (o Anhaya) fou el primer capità general; Sofala fou el primer establiment colonial europeu a l'Àfrica oriental; Anaia va construir una factoria i el fort de Sao Caetano amb pedra portada d'Europa que més tard fou reutilitzada per la catedral de Beira. Un governador de Kilwa era a Sofala quan els portuguesos hi van construir la fortalesa (1506). La ciutat era a una illa (la vella Sofala, ja que la Nova Sofala és a terra ferma). Diogo da Alcaçova va enviar un informe favorable al rei, elogiant la riquesa de Sofala i dient que havia estat al regne de Vealanga, a l'interior a un mes de marxa costa endins; diu que les mines d'or eren a Manica a 50 llegues a l'oest de Sofala i hi havia altres més llunyanes al regne de Butua; les construccions de pedra eren anomenades synbaoe, de la que deriva el nom modern de Zimbàbue, que vol dir "Casa de pedra". Els portuguesos foren boicotejats i el comerç de l'or i l'ivori es va desplaçar a petits ports més al nord. Moçambic va substituir com escala a Sofala cap a l'Índia el 1507. El 1517 o 1518 Duarte Barbosa va reprendre el comerç de la costa: cotó, seda i perles que venien de Mombasa i Malindi i es bescanviaven per or. El comerç ja mostrava símptomes de decadència el 1574. Les ruïnes que es conserven de Sofala demostren no obstant la grandària i riquesa de la ciutat. El seu port podia contenir suposadament un centenar de vaixells, però els depòsits al·luvials i la desforestació, agreujats amb un canvi del curs del riu, en van disminuir la capacitat progressivament.
Va anar passant el segle xvii cada vegada reculant més i havia entrat en decadència total al segle xviii i el 1724 només tenia 35 cases de les quals només una de pedra i la resta de fusta amb dues amb teulada de teules i la resta amb teulada de canyes; però el cop de gràcia fou la fundació de Beira a uns 30 km més al nord, el 1890. El 1930 la població europea era molt reduïda; restava un comandant administrador o chefe, un secretari i un infermer; una dama portuguesa feia de mestre. De l'antic establiment només queden unes restes poc importants, parts del fort, que a més queden submergides quan puja la marinada. Fou explorat el 1958 pel professor Eric Axelson però caldria un equip d'arqueologia submarina.